# Davia Krogmann
Davia Krogmann, geb. Davia Dannenberg, (* 19. Juni 1976 in Berlin) ist eine deutsche Schauspielerin.

## Leben
Davia Dannenberg begann schon als Achtjährige mit kleinen Theaterauftritten und gehörte zu den letzten Kinderstars in den DEFA-Filmen der DDR. Später nahm sie Privatunterricht bei Heinz Schubert (Schauspiel), der Sängerin Sybille Förster (Gesang) und Ingrid Sanne (Sprechtechnik). Nach 1990 trat sie vor allem in Fernsehserien auf. Im Jahr 2003 zog sie nach Wedel, arbeitet dort als PTA und gab im Oktober 2004 ihr Debüt am Theater von Wedel.
2009 heiratete sie Jan Krogmann.

## Filmografie
- 1990: Die Mauerbrockenbande (Regie: Karl Heinz Lotz)
- 1990: Versteckte Fallen
- 1991: Drei Damen vom Grill (Fernsehserie, 11 Episoden)
- 1991: Die lila Weihnachtsgeschichte (Fernsehfilm)
- 1993: Praxis Bülowbogen Folge 76 – Anruf genügt
- 1994: Tatort: Laura mein Engel (Fernsehreihe)
- 1994: Florida Lady – Zu zweit allein (Fernsehserie)
- 1995: Sieg der Liebe (La Storia di Chiara) (zweiteiliger Fernsehfilm)
- 1996: Mona M. – Mit den Waffen einer Frau – Rache für Roberto (Fernsehserie)
- 1996: Wildbach – Die Herausforderung (Fernsehserie)
- 1996: Unser Lehrer Doktor Specht (Fernsehserie, 13 Episoden)
- 1997: Aus heiterem Himmel (Fernsehserie, 10 Episoden)
- 1997–1998: St. Angela (Fernsehserie, 17 Episoden)
- 1998: Unser Charly – Der doppelte Charly (Fernsehserie)
- 1999: Die Cleveren – Die Ikone (Fernsehserie)
- 1999: Dr. Sommerfeld – Neues vom Bülowbogen – Nicht mal eine Affäre (Fernsehserie)
- 2001: Ich kämpfe, solange du lebst (Fernsehfilm)
- 2002: Küstenwache – Übergabe auf See (Fernsehserie)